# Ikat

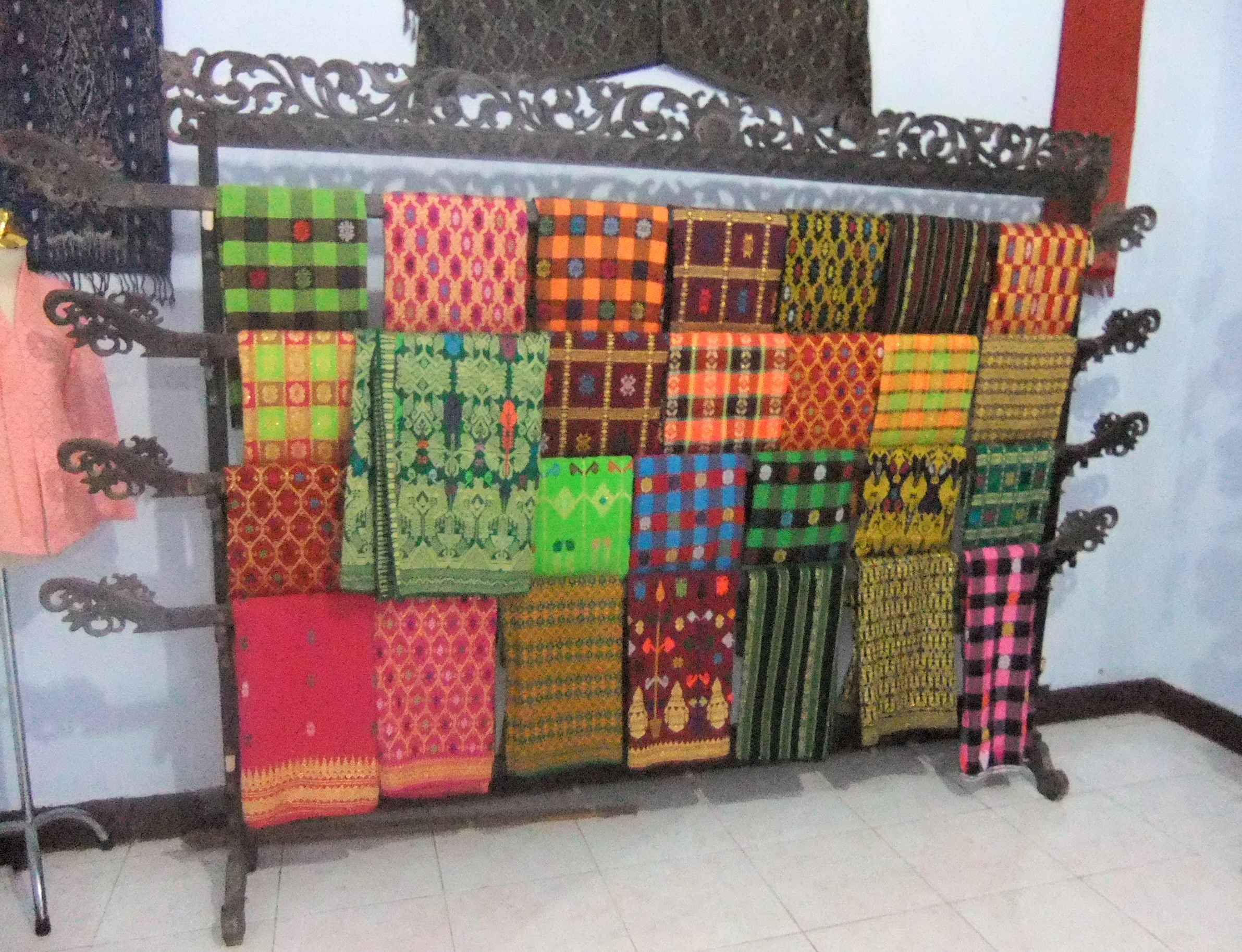
Diversos patrons ikat de Lombok, Indonèsia

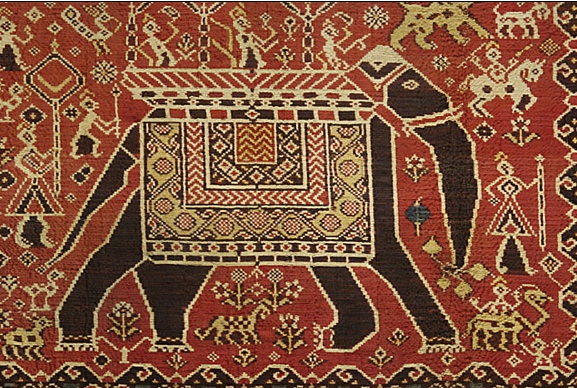
Detall d'un patola gujarati clàssic de començaments del. Col·lecció tèxtil LACMA.

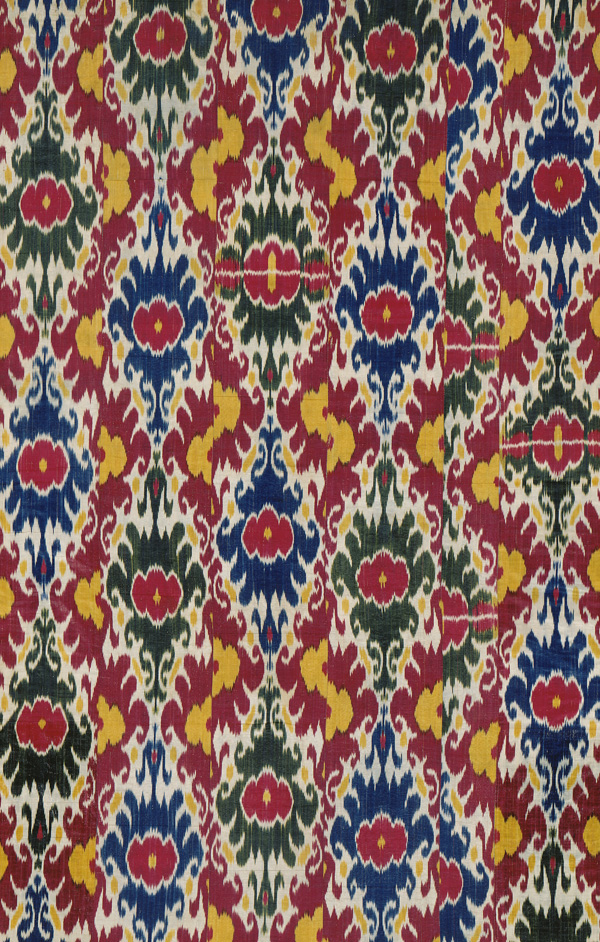
Ikat abr, en seda i cotó, intervinguts del, Uzbekistan. Col·leccions de la Smithsonian Institution

Ikat o Ikkat, és una tècnica de tenyit que crea patrons sobre teixits mitjançant un procés de tècnica de tenyit per reserva similar al tie-dye bé en les fibres de l'ordit o en les fibres del contra fil.
Prèviament al procés de tenyit, es realitzen lligams resistents a la penetració de la tintura sobre els brins, amb l'objectiu de produir els patrons desitjats durant el tenyit. El canvi en la posició dels lligams i el tenyit amb més d'un color permeten produir patrons multicolors. Quan s'han completat tots els processos de tenyit, es lleven els lligams i els brins es troben llestos per ser utilitzats en la fabricació de la tela.
La característica diferencial de l'ikat és el tenyit de patrons mitjançant lligams sobre els brins abans que es fabriqui la tela. En el procés de tie-dye, en canvi, la tela és produïda primer i els lligams resistents al tenyit són aplicats sobre aquesta quan es tenyeix.
En l'ikat d'ordit, els patrons són clarament visibles en els fils de l'ordit encara abans que els contrafils de tons uniformes es col·loquin en el teler per produir la tela. En l'ikat de contrafil, són les fibres que s'entrellacen o contra fils els que posseeixen el patró tenyit, el qual només resulta evident a la vista a mesura que progressa la fabricació de la tela. En l'ikat de contrafil, el teixit de la tela es realitza de forma més lenta que en l'ikat d'ordit, ja que les passades dels contrafils han de ser ajustades amb cura per mantenir la claredat dels patrons.
En l'ikat doble, tant l'ordit com el contrafil són tenyits mitjançant un procés de reserva abans de col·locar-los al teler. Tradicionalment, i encara d'ús molt comú, s'utilitza un teler de tipus cincha al revers, encara que és possible utilitzar qualsevol altra variant o fins i tot un teler modern.
La versió mallorquina de l'ikat s'anomena tela de llengües.